# تاريخ الخيال

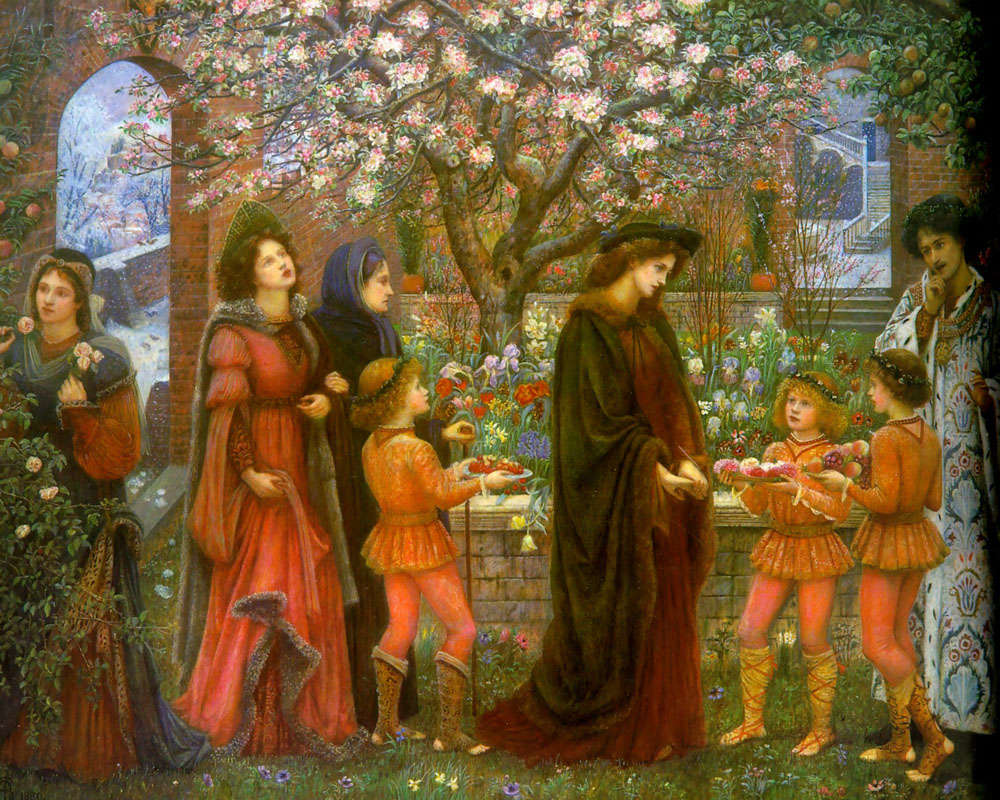

عُدّت عناصر الخوارق الطبيعية والخيال عناصر أدبية منذ القدم. ويتميز الأسلوب الأدبي العصري عن الحكايات والفولكلور بأنه يحوي عناصر خيالية، أولًا بالطبيعة الخيالية المعترف بها للعمل، وثانيًا بتسمية الكاتب. تطورت الأعمال التي لا تُصدّق فيها المعجزات أو حازت على إيمان نصفي بها فقط، مثل قصص رومانسيات الشهامة الأوروبية وحكايات الليالي العربية، تطورت ببطء إلى أعمال تحمل مثل هذه السمات وقام مؤلفون مثل جورج مكدونالد (1824-1905) بتأليفٍ أو عمل خيالي واضح.
لاحقًا، في القرن العشرين، أثّر كتاب سيد الخواتم للمؤلف جي.آر.آر تولكن بشكل هائل على المؤلفات الخيالية، مؤسسًا نوع الخيال الملحمي. وقد حقق هذا إنجازًا كبيرًا لدرجة تأسيس خيال أدبي مميز تجاريًا وقابلًا للتنفيذ. واليوم، يستمر الخيال كوسط مكلف ومتعدد الطبقات مشتملًا على عدة أنواع أدبية ثانوية منها الخيال العالي التقليدي، والسيف والشعوذة، والواقعية السحرية، والحكاية الخرافية، والخيال المرعب المظلم.
وبلغات أخرى، تدور المزيد من النقاشات حول تاريخ الخيال في «مصادر الخيال» وتاريخ الأدب الفرنسي مغطى بمزيد من التفاصيل تحت عنوان فنتاستك ""Fantastiqu.

## التباين بين الخيال والأعمال الخيالية السابقة
تختلف أروع الأساطير والخرافات والحكايات الخيالية عن النوع الخيالي المعاصر في ثلاثة جوانب منها:
يطرح الأسلوب الأدبي الخيالي المعاصر واقعية مختلفة، إما عن عالم خيالي منفصل عن خاصتنا، أو جانب خيالي مخفي عن عالمنا، بالإضافة إلى (القوانين، والجغرافية، والتاريخ، إلخ.) لهذا العالم التي تميل لتكون محددة، حتى إن لم تكن موصوفة بشكل تام.
وتتخذ الحكايات الخيالية التقليدية محلًا في عالمنا، فإما أن تكون في الزمن الماضي أو في الأماكن البعيدة المجهولة. ونادرًا ما تصف الزمان والمكان بدقة، وغالبًا ما نقول ببساطة أنها حدثت «فيما مضى وفي الزمن البعيد». (يمكن أن نجد التناظرية العصرية والمنطقية لهذه القصص في حكايات العالم الضائع للقرنين التاسع عشر والعشرين).
الاختلاف الثاني هو أن خوارق الطبيعة في الخيال تكون عبر التصميم الخيالي. في الحكايات التقليدية، يمكن للدرجة التي يعتمدها المؤلف أن تكون الخوارق للطبيعة حقيقة بأن تمتد عبر طيف من الأساطير بدءًا بالأساطير التي تعتبر حقيقة واقعة مرورًا بالأساطير التي تفهم على أنها تصف بعبارات مفهومة الواقع الأكثر تعقيدًا، نهاية بالأعمال الأدبية الوهمية المتأخرة.
وأخيرًا، يتم تكوين العالم الخيالي للخيال الحديث من قبل مؤلف أو مجموعة من المؤلفين غالبًا ما يستخدمون عناصر تقليدية، ولكنها تكون عادة في ترتيب روائي ومصاحبة لتفسير وتتشابه الحكايات التقليدية ذات العناصر الخيالية في الأساطير والفولكلور، وتُعد أي اختلافات عن تلك التقاليد اختلافات في موضوعٍ ما؛ فلم يكن المقصد من الحكايات التقليدية أن تكون منفصلة عن الفولكلور المحلي. بدأ الانتقال من الأساليب التقليدية والعصرية للأدب الخيالي يتضح في الروايات القوطية القديمة، وقصص الأشباح الرائجة في القرن التاسع عشر، والروايات الرومانسية. والتي استخدمت جميعها على نطاق واسع الزخارف التقليدية الرائعة، ولكنها أخضعت هذه الزخارف لمفاهيم المؤلفين.
وفق معيار واحد، لا يمكن اعتماد أي عمل مُنشأ قبل أن يُحدد النوع الأدبي الخيالي الذي ينتمي له، بغض النظر عن عدد العناصر الخيالية التي يتضمنها هذا العمل. وبمعيار آخر، يتضمن النوع الأدبي المدى الكلي للخيال الأدبي، أي كلًا من النوع الأدبي المعاصر وأسلافه التقليدية، كعدة عناصر جرت معاملتها كحقيقة (أو على الأقل لا تكون غير حقيقية بشكل واضح) من قِبل المؤلفين السابقين الذين ألفوا كتبهم من خلال التعريف الأكثر محدودية، ومن اللازم إجراء دراسة كاملة للخيال في الأدب بغرض إظهار أصول هذا النوع الحديث. احتوت الأعمال التقليدية على عناصر هامة للغاية حيث اعتمد عليها مؤلفو الخيال الحديث على نطاق واسع ليستوحوا منها في أعمالهم.

## تطور الخيال

### الأعمال الرومانسية
انضم الخيال الأدبي إلى الخرافات والأساطير السابقة، بزيادة التعلم في فترة العصور الوسطى الأوروبية. وكانت الرومانسية من بين الأنواع الأولى التي ظهرت. واحتضن هذا النوع الخيال، ولم يتبع شكل الأساطير والخرافات التقليدية، بل أضاف عليها عناصر خيالية جديدة في شكله النهائي. في البداية، تعاملت الرومانسية مع الموضوعات التقليدية، وقد جُمعت ثلاث سلاسل موضوعية من الحكايات وأُدرجت في الخيال في وقت متأخر: مسألة روما (التي تركز على الأبطال العسكريين مثل الإسكندر العظيم ويوليوس قيصر)، ومسألة فرنسا (شارلمان ورولاند، نصيره الرئيسي)، ومسألة بريطانيا (حياة وأفعال الملك آرثر وفرسان المائدة المستديرة، والتي من ضمنها مهمة البحث عن الكأس المقدس)، وكذلك أيضًا حققت العديد من الرومانسيات «غير التسلسلية» قدرًا كبيرًا من الشعبية.
كانت القصص الرومانسية وعُدّت قصص مثل فالنتين وأورسون، وغليوم دي باليرمي، وويست ديل سانت غرال بداية النوع الخيالي، الذي تيربط ما بين الواقعية والخيال.
خلال عصر النهضة، استمرت القصص الرومانسية لتكون شعبية. واتُجه نحو المزيد من القصص الخيالية. كتب الإنجليزي السير توماس مالوري (حوالي 1408-1417) عن موت الملك آرثر بأسلوب النثر، هيمن هذا العمل على الأدب الذي يخص الملك آرثر، وغالبًا ما عُدَّ الشكل الرئيسي للأسطورة. وبرزت الزخارف الأرثورية بثبات في الأدب منذ نشرها، على الرغم من أن تلك الأعمال كانت مزيجًا من الأعمال الخيالية وغير الخيالية. في ذلك الوقت، نتج عن هذا العمل والعمل الإسباني (1508) أماديس دي غاولا، (تم كتابتها بالنثر أيضًا) العديد من المؤلفين المقلدين، ولاقى هذا النوع من الأدب استقبالًا شعبيًا حسنًا، إذ أنتج روعة أدبية في عصر النهضة مثل لودوفيكو أريوستو أورلاندو فوريوسو، وتوركاتو تاسسو جورزلايم ليبيرتا. واعتُبرت حكاية أريوستو نصًا مصدريًا للعديد من الخيالات الجامحة والمغامرات، مع شخصياتها المتجولة بلا نهاية، وأعاجيبها العديدة، ومغامراتها غير المنهية. افتُتح هذا النوع من الخيال بشكل صريح مع أعمال مثل أماديس دي غاولا وبالميرن من إنجلترا، إذ نُشر هذا الخيال لإدهاش ومفاجأة القراء.
من بين أعمال الرومانسية الإنجليزية «ملكة الجن» للمؤلف إدموند سبنسر. وهي قصيدة مجازية وملمحة للغاية. ولكن إذا تركنا الأمر جانبًا فإن العمل الرومانسي هو أسلوب خيالي نموذجي، يتضمن مبارزات فارسية، ويحارب العمالقة والسحرة. وربما هذا هو العمل الأول الذي لا تكون فيه معظم الشخصيات من البشر، بل من الآلف (مع أن الفرق يبدو ضئيلًا إلى حد ما). وقد ذُكرت فيه أيضًا الحروب بين الآلف والغوبلن، والتي كان من المقرر أن تكون ذات مستقبل مبهر في الأدب القصصي الخيالي.
سخرت حكاية دون كيخوتي بشدة من أعراف الرومانسية، وساعدت بجلب نهاية زمن الرومانسية، على الرغم من أنها مدعومة من قبال الاتجاهات التاريخية الأخرى في الخيال. ومع ذلك، فقد نشأت أنواع فرعية كبيرة في مجال الخيال من النوع الأدبي الرومانسي، إما بشكل مباشر أو من خلال تقليدها من قبل كاتب الخيال الأخير ويليام موريس.

### التنوير
أصبحت القصص الخيالية الأدبية، مثل التي كتبها شارل بيرو (1628-1703)، ومدام دي ألنوي (1650-1705) شائعة للغاية في وقت مبكر من عصر التنوير. أصبحت العديد من حكايات بيرولت حكايات خرافية، وأثرت على الخيال الأخير على هذا النحو. في الواقع، عندما وصفت مدام دي ألنوي أعمالها (حكايات خرافية)، اخترعت المصطلح الذي يستخدم الآن بشكل عام لهذا النوع، وبالتالي تميزت هذه الحكايات عن تلك التي لا تتضمن معجزة. أثّر هذا على المؤلفين اللاحقين، الذين تناولوا القصص الخيالية الشعبية بنفس الطريقة، في العصر الرومانسي.